# 圣阿尔纳克
圣阿尔纳克（法語：Saint-Arnac，法語發音：[sɛ̃.t‿aʁnak] ⓘ）是法国东比利牛斯省的一个市镇，属于佩皮尼昂区。

## 地理
圣阿尔纳克（42°46'47"N, 2°31'45"E）面积6.6 平方千米，位于法国奧克西塔尼大區东比利牛斯省，该省份为法国大陆部分最南部的省份，涵盖了北加泰罗尼亚，北起奥德省，西接阿列日省和安道尔，南与西班牙接壤，东临地中海。
与圣阿尔纳克接壤的市镇（或旧市镇、城区）包括：莱斯凯尔德、朗萨克、卡拉马尼、昂西尼昂、圣马丹德弗努耶。
圣阿尔纳克的时区为UTC+01:00、UTC+02:00（夏令时）。

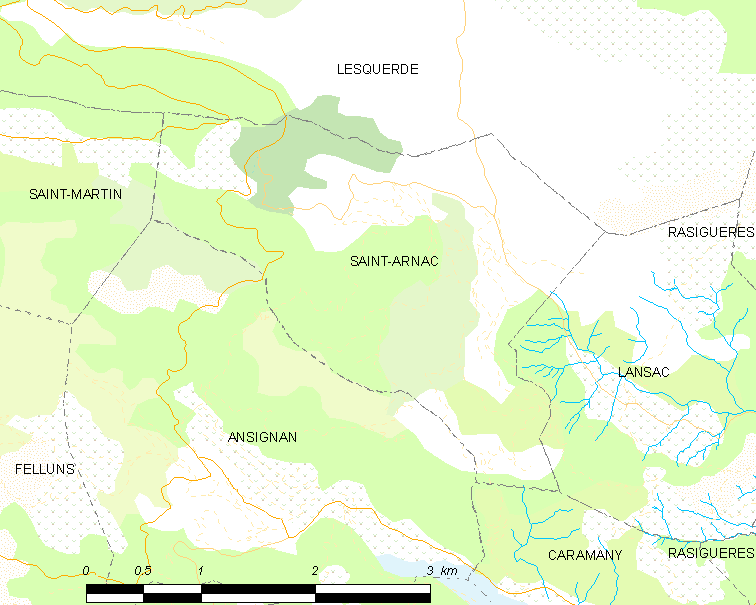
圣阿尔纳克的OSM定位图

## 行政
圣阿尔纳克的邮政编码为66220，INSEE市镇编码为66169。

## 政治
圣阿尔纳克所属的省级选区为阿格利河谷县。

## 人口

1962-2008年间圣阿尔纳克人口变化图示

圣阿尔纳克于2022年1月1日时的人口数量为101人。